# Setosabatieria coomansi
Setosabatieria coomansi is een rondwormensoort uit de familie van de Comesomatidae. De wetenschappelijke naam van de soort is voor het eerst geldig gepubliceerd in 2006 door Huang & Zhang.